# 山崎町 (生駒市)
山崎町（やまさきちょう）は、奈良県生駒市の町名。住居表示実施済み。郵便番号は630-0252。

## 地理
生駒市中部に位置し、北に辻町、谷田町、東新町、西に東旭ケ丘、南に新旭ケ丘、中菜畑、東に東生駒と接する。

### 河川
- 竜田川 - 西部を流れる[6]。
- 東生駒川 - 東端を流れ、山崎町南部で竜田川と合流している[6]。

## 歴史
山崎村は大和国平群郡に属し、江戸時代にははじめ竜田藩領、寛永16年（1639年）からは郡山藩領となる。
明治以後は北生駒村の中心地域となり、早くに学校や役場が設置された。明治22年（1889年）の北生駒村成立後にも村役場が置かれ、北生駒村の政治の中心地として栄えた。
大正3年（1914年）になると、大軌電車が開通し生駒駅が設置される。生駒駅から生駒山中腹の宝山寺にかけては、新たな参詣道が開かれ、門前町として発展していく。昭和になると生駒駅周辺の都市化が進んでいき、それに伴い行政区画も変わっていった。

### 沿革
- 1889年（明治22年） - 谷田村・俵口村・小明村・辻村・菜畑村と合併して北生駒村が発足[11]。北生駒村大字山崎町となる[6]。
- 1921年（大正10年） - 生駒町の大字となる[6]。
- 1969年（昭和44年） - 東生駒・仲之町・本町・山崎新町・東旭ケ丘・西旭ケ丘・新旭ケ丘・元町1 - 2丁目が分離[6]。
- 1971年（昭和46年） - 生駒市山崎町となる[6]。

## 世帯数と人口
2019年（令和元年）10月1日現在の世帯数と人口は以下の通りである。
| 町丁   | 世帯数    | 人口    |
| ------ | --------- | ------- |
| 山崎町 | 1,048世帯 | 2,407人 |

### 人口の変遷
国勢調査による人口の推移。
| 1995年（平成7年）  | 2,280人 | [ 12 ] |  |
| 2000年（平成12年） | 2,507人 | [ 13 ] |  |
| 2005年（平成17年） | 2,434人 | [ 14 ] |  |
| 2010年（平成22年） | 2,440人 | [ 15 ] |  |
| 2015年（平成27年） | 2,374人 | [ 16 ] |  |

### 世帯数の変遷
国勢調査による世帯数の推移。
| 1995年（平成7年）  | 795世帯 | [ 12 ] |  |
| 2000年（平成12年） | 863世帯 | [ 13 ] |  |
| 2005年（平成17年） | 878世帯 | [ 14 ] |  |
| 2010年（平成22年） | 938世帯 | [ 15 ] |  |
| 2015年（平成27年） | 983世帯 | [ 16 ] |  |

## 事業所
2016年（平成28年）現在の経済センサス調査による事業所数と従業員数は以下の通りである。
| 町丁   | 事業所数 | 従業員数 |
| ------ | -------- | -------- |
| 山崎町 | 63事業所 | 351人    |

## 交通

### 鉄道
域内に鉄道駅はないが、生駒駅（近鉄奈良線、生駒線、けいはんな線、東生駒駅（奈良線）、菜畑駅（生駒線）が近い。

### 道路
- 国道168号
- 奈良県道104号谷田奈良線

## 施設
- 生駒市立生駒小学校
- 生駒市消防本部
- 山崎浄水場
- 生駒ふるさとミュージアム
- JAならけん 生駒支店
- 安養寺
- 金法寺
- 西正寺